# Josh Evans (produttore)
Josh Evans (New York, 16 gennaio 1971) è un produttore cinematografico, regista, attore e scrittore statunitense, noto per aver interpretato Tommy Kovic in Nato il quattro luglio di Oliver Stone.

## Biografia
Figio di Ali MacGraw e Robert Evans, recita in Nato il quattro luglio.

## Vita privata
Nel 2003 è sposato con l'attrice ed ex-modella Charis Michelsen, da cui ha avuto un figlio, Jackson, nato nel dicembre 2010. In seguito la coppia divorzia nel 2010 e attualmente Evans è sposato con la cantante Roxy Saint.

## Filmografia

### Attore
- Un piccolo sogno (Dream a Little Dream), regia di Marc Rocco (1989)
- Nato il quattro luglio (Born on the Fourth of July), regia di Oliver Stone (1989)
- The Doors, regia di Oliver Stone (1991)
- Verdetto finale (Ricochet), regia di Russell Mulcahy (1991)
- The Killing Box, regia di George Hickenlooper (1993)
- Inside the Goldmine, regia di Josh Evans (1994)
- The Price of Air, regia di Josh Evans (2000)
- Thirty Nine, regia di Josh Evans (2016)

### Regista
- Inside the Goldmine (1994)
- Glam (1997)
- Cold: Go Away (1998) – Cortometraggio
- The Price of Air (2000)
- Che Guevara (2005)
- Everybody Dies (2009)
- Death in the Desert (2015)
- Thirty Nine (2016)

### Sceneggiatore
- Inside the Goldmine, regia di Josh Evans (1994)
- Glam, regia di Josh Evans (1997)
- The Price of Air, regia di Josh Evans (2000)
- Che Guevara, regia di Josh Evans (2005)
- Everybody Dies, regia di Josh Evans (2009)
- Thirty Nine, regia di Josh Evans (2016)

### Produttore
- Glam, regia di Josh Evans (1997)
- The Price of Air, regia di Josh Evans (2000)
- Che Guevara, regia di Josh Evans (2005)
- Death in the Desert, regia di Josh Evans (2015)
- Thirty Nine, regia di Josh Evans (2016)